# Toni Weeks
Toni Weeks ist eine ehemalige australische Squashspielerin.

## Karriere
Toni Weeks spielte von 1992 bis 1998 auf der WSA World Tour und gewann auf dieser in diesem Zeitraum ein Turnier. Ihre höchste Platzierung in der Weltrangliste erreichte sie mit Rang 19 im Januar 1998. Von 1992 bis 1997 stand sie fünfmal im Hauptfeld der Weltmeisterschaft und erzielte ihr bestes Resultat jeweils mit dem Einzug in die zweite Runde bei den Turnieren in den Jahren 1992 und 1994.

## Erfolge
- Gewonnene WSA-Titel: 1